# Río San Juan (departement)
Río San Juan är ett av 15 departement i Nicaragua. Med en befolkning av 95 500 är Rio San Juan det minst befolkade departementet i Nicaragua. Detta enligt folkmätningar genomförda 2005. Däremot är departementet det fjärde största till ytan, med sina 7 473 km². Huvudstaden är San Carlos och har 12 174 invånare.

## Geografi
Rio San Juan bildades 1957 av delar ifrån departementet Chontales och det tidigare departementet Zelaya. Río San Juan gränsar till departementen Chontales, Rivas och autonoma regionen Región Autónoma de la Costa Caribe Sur. I öst gränsar man till atlanten och i syd till Costa Rica.

### Natur
Här ligger också ögruppen Solentiname, som ligger i Nicaraguasjön men närmast Rio San Juan och hör därför också dit. Här igenom rinner också floden Río San Juan via staden El Castillo och sedan ut i Nicaraguasjön. Departementet är uppkallat efter floden. 
Området söder om Nicaraguasjön, på nicaraguanska sidan av gränsen emellan landet och Costa Rica är känt som Los Guatuzos, ett naturreservat där många fåglar, reptiler och andra djur lever. Rio San Juan är också känt för sitt sportfiske.

## Historia
Departementet bildades 1949 genom en utbrytning ur Chontales tillsammans med San Juan del Norte från departementet Zelaya.

## Kommuner
Departementet består av sex kommuner. Morrito, San Miguelito och San Carlos ligger vid Nicaraguasjöns östra strand; San Carlos, El Castillo och San Juan del Norte ligger längs floden Río San Juan och grannlandet Costa Rica; San Juan del Norte ligger också vid Karibiska havet; medan El Almendro, i departementets norra del, inte har någon kust. 
1. El Almendro, grundad 1974 genom utbrytning ur Morrito
2. El Castillo, grundad 1971
3. Morrito, grundad c.1910
4. San Carlos, grundad mellan 1838 och 1854
5. San Juan del Norte, grundad 1949/50 efter flytten från departementet Zelaya till Río San Juan.
6. San Miguelito, grundad 1858 genom utbrytning ur San Carlos